# Grecia en los Juegos Olímpicos de Atlanta 1996
Grecia estuvo representada en los Juegos Olímpicos de Atlanta 1996 por un total de 121 deportistas que compitieron en 18 deportes.  
El portador de la bandera en la ceremonia de apertura fue el halterófilo Pyrros Dimas.

## Medallistas
El equipo olímpico griego obtuvo las siguientes medallas:
| Nombre                | Deporte            | Competición       |
| --------------------- | ------------------ | ----------------- |
| Oro                   |                    |                   |
| Ioannis Melissanidis  | Gimnasia artística | Suelo M           |
| Pyrros Dimas          | Halterofilia       | 83 kg M           |
| Akakios Kajiasvilis   | Halterofilia       | 99 kg M           |
| Nikólaos Kaklamanakis | Vela               | Mistral M         |
| Plata                 |                    |                   |
| Niki Bakoyianni       | Atletismo          | Salto de altura F |
| Leonidas Sabanis      | Halterofilia       | 59 kg M           |
| Valerios Leonidis     | Halterofilia       | 64 kg M           |
| Leonidas Kokas        | Halterofilia       | 91 kg M           |
| Bronce                |                    |                   |
| —                     |                    |                   |